# Extension of the Wish - Final Extension
Extension of the Wish - Final Extension финална је верзија првог албума шведског прогресив метал бенда . Издат је 2004. године. У односу на прво издање додата су два сонга: Journey Of Polyspheric Experience и Eclipse.